# Gamle Bybro

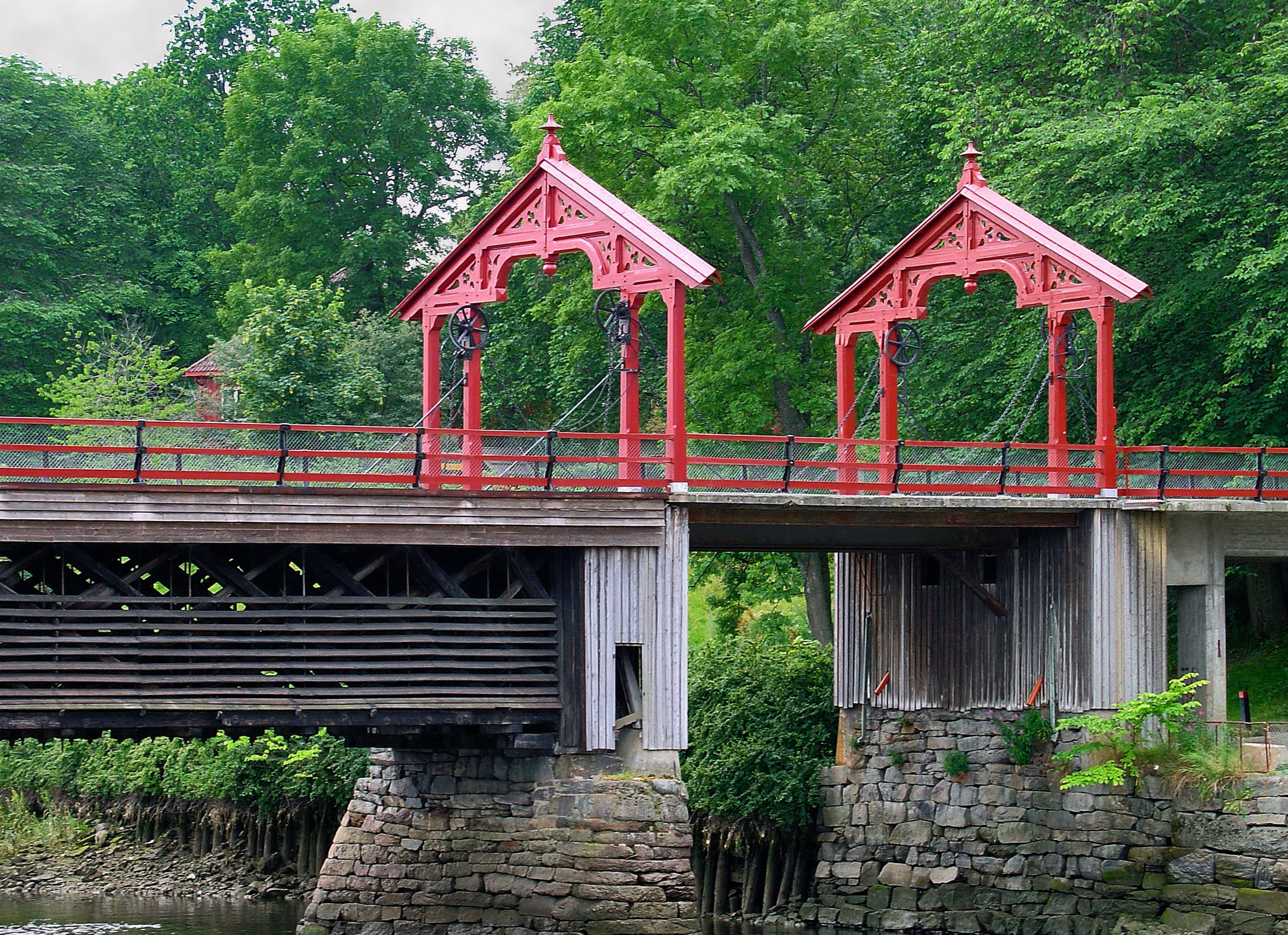
Gamle Bybro

Le Gamle Bybro (Vieux Pont de la Ville en norvégien) est un pont de la ville de Trondheim (Norvège), franchissant la Nidelva et joignant le centre-ville au quartier de Bakklandet.

## Description
Le pont a été construit en 1681-1685 par Johan Caspar von Cicignon, chargé par le roi Christian V de Danemark de reconstruire la ville ravagée par un incendie en 1681. À l'origine, le Gamle Bybro était en bois et supporté par trois piliers de pierres. Une porte de fer était érigée en son milieu et le pont était gardé à ses deux extrémités jusqu'en 1816. 
Reconstruit en 1861 par Carl Adolf Dahl, il mesure 82 m de longueur. Il est piétonnisé. 